# Palazzo Spynie
Palazzo Spynie, noto anche come Castello Spynie, fu la sede fortificata dei vescovi di Moray per circa 500 anni a Spynie, Moray, in Scozia. La fondazione del palazzo risale alla fine del XII secolo. Si trova a circa 500 metri dalla posizione della prima chiesa cattedrale ufficialmente costruita della diocesi di Moray, la chiesa della Santissima Trinità nell'attuale cimitero di Spynie. Per la maggior parte della sua storia, il castello non è stato descritto come un palazzo, questo termine è apparso per la prima volta nel Registro di Moray in un atto del 1524.

## Antefatto
Gli inizi del Vescovado di Moray non sono chiari. La prima menzione di un vescovo è quella di Gregoir, il cui nome apparve su diversi statuti reali negli anni 1120. I primi vescovi di Moray non avevano una dimora fissa, ma si spostavano tra le case di Birnie, Kinneddar e Spynie. Nel 1172, il re Guglielmo I, il Leone, fece concessioni alla chiesa della Santissima Trinità del Vescovado di Moray e al Vescovo Simon de Tosny. Il permesso formale per il trasferimento permanente a Spynie fu dato da papa Innocenzo III al vescovo Bricius de Douglas nell'aprile 1206 e il trasferimento fu probabilmente effettuato entro il 1208. Il vescovo Bricius partecipò al Concilio Lateranense IV nel 1215 e potrebbe aver fatto appello a Innocenzo per trasferire la sede di Moray a Elgin. Tuttavia, certamente gli scrisse chiedendogli il trasferimento prima del luglio 1216. La chiesa cattedrale di Spynie era considerata vulnerabile agli attacchi e troppo lontana dal mercato. Elgin, con il suo castello reale, sarebbe stata considerata un'opzione migliore. Bricio non visse abbastanza per vedere i cambiamenti fatti, morendo nel 1222, ma il suo successore, il vescovo Andrea di Moray, li realizzò. Sebbene la sede di Moray venne trasferita alla Chiesa della Santissima Trinità a Elgin, il 19 luglio 1224, il palazzo episcopale del vescovo di Moray rimase a Spynie.

## La residenza fortificata

### XII e XIII secolo
Il primo castello era una struttura in legno costruita alla fine del XII secolo e venne alla luce negli scavi effettuati tra il 1986 e il 1994. I reperti degli scavi suggeriscono che gli edifici erano circondati da una recinzione rettangolare e da un fossato che sembrano avessero racchiuso un'area all'incirca uguale alla cortina muraria del XIV secolo, ovvero un recinto di 45-65 metri grande come altri anelli medievali trovati altrove in Gran Bretagna. È probabile che gli edifici fossero costituiti dalla casa del vescovo con una sala, una camera da letto e una cappella e contenessero anche una birreria e un forno.

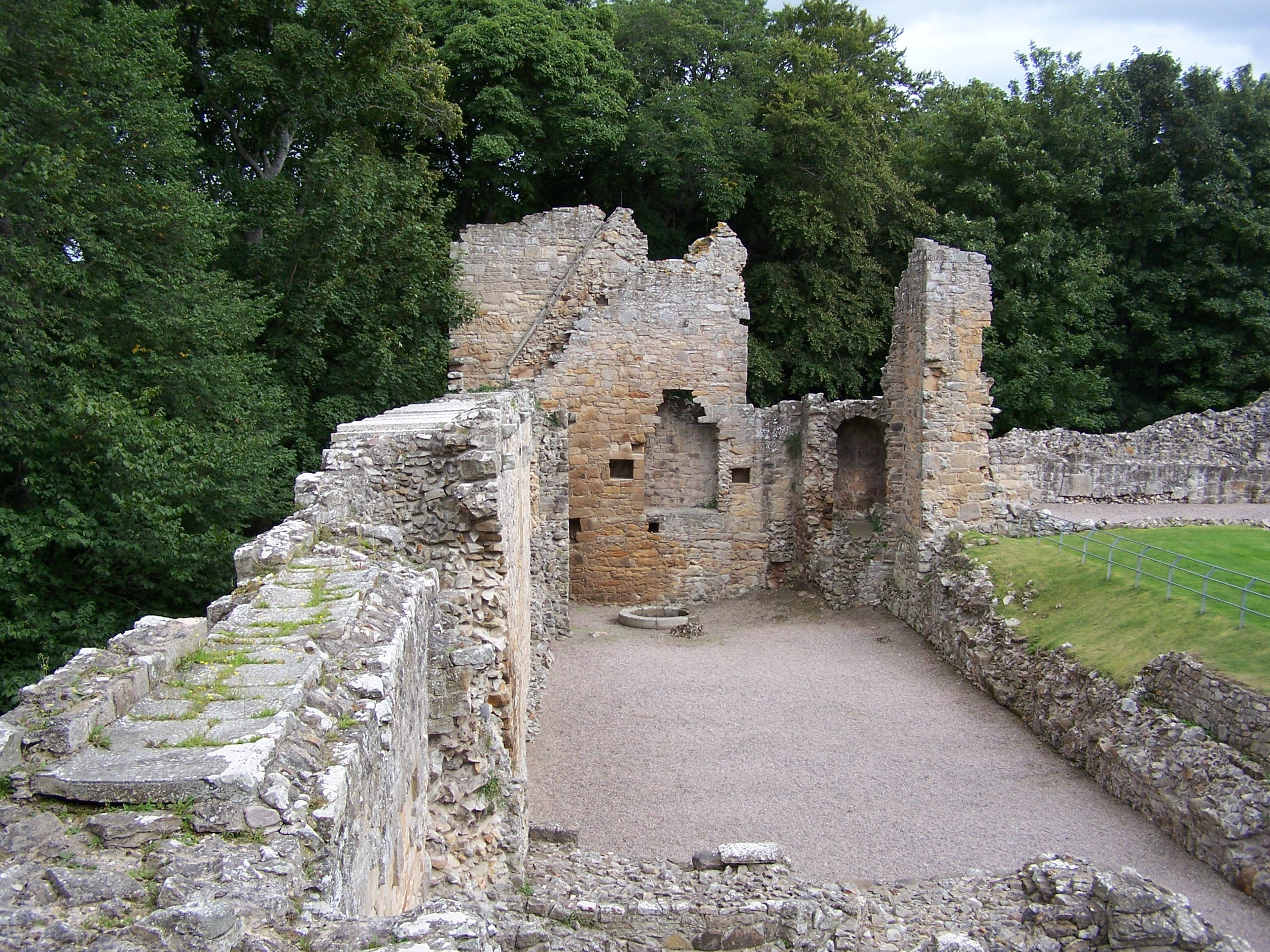
I primi alloggi

Gli edifici in pietra apparvero per la prima volta nel XIII secolo con l'istituzione di quella che si pensava fosse una cappella e che aveva finestre in vetro colorato.
La prima menzione documentata del castello è in un documento conservato al British Museum. Questo manoscritto risale all'inizio del XIV secolo, ma sembra essere stato compilato tra il 1292 e il 1296 ed era apparentemente ad uso degli amministratori inglesi durante l'occupazione della Scozia da parte del re Edoardo I d'Inghilterra. Il primo atto emesso al Castello di Spynie risale al 1343 ed è registrato nel Registro di Moray.

### XIV e inizio del XV secolo
I restanti edifici in legno furono gradualmente sostituiti con altri in pietra, e questo continuò fino al XIV secolo quando fu eretto il primo edificio principale del castello. Si trattava di una struttura quasi quadrata costruita all'interno di una cortina muraria alta 7 metri. L'ingresso principale, nel muro, era rivolto a sud e una torre che sporgeva dall'angolo sud-est aveva strette aperture per gli arcieri.
In questo periodo Alexander Stewart, conte di Buchan, altrimenti noto come il lupo di Badenoch, attaccò e bruciò la cattedrale di Elgin nel giugno 1390. Sembra anche che avesse espugnato il castello di Spynie poiché il re Roberto III (fratello di Buchan) aveva impartito un'istruzione a Buchan, nell'agosto 1390, vietandogli di "intromettere" il castello di Spynie per qualsiasi motivo. Dopo la morte del vescovo Alexander Bur, nel 1397, il re, in conformità con la pratica feudale stabilita durante il periodo della sede vacante, prese possesso del castello e nominò l'ormai riformato Lupo di Badenoch come custode del castello. Dopo l'elezione del nuovo vescovo, il 3 maggio 1398, il re emise un mandato a Buchan per consegnare il castello e il contenuto al vescovo William senza richiedere compensi.

### Fine XV e XVI secolo
Si pensa che il vescovo John de Winchester (1435–60) sia stato responsabile dello spostamento della porta principale, sul muro orientale, che conteneva un robusto portone. Rimangono i dettagli architettonici della parte superiore della porta che mostrano la stanza del custode con tanto di caminetto. John, oltre ad essere il vescovo di Moray, era anche il maestro dei lavori del re ed era stato responsabile delle modifiche ai castelli di Inverness e Urquhart, nonché al palazzo di Linlithgow. La bella pietra e lo stile del cancello potrebbero essere stati eseguiti dai maestri muratori che lavoravano al restauro della Cattedrale di Elgin dopo la sua distruzione nel 1390.

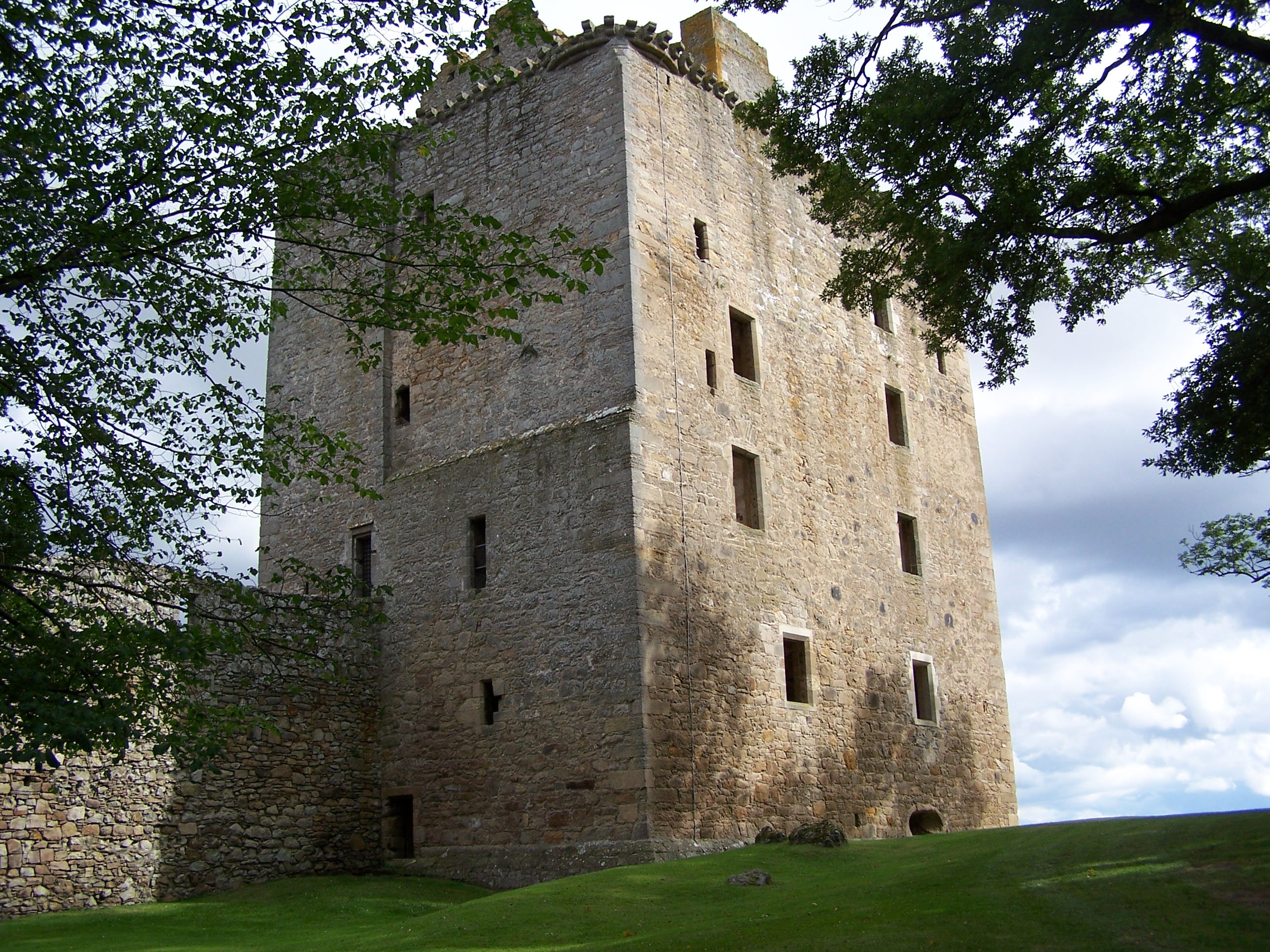
La Torre di David

Gli edifici più significativi furono costruiti dal tardo XV fino al XVI secolo, quando fu costruita la torre di David (nota anche come torre di Davey) insieme ad altre importanti aree di alloggio. La torre è la più grande per volume di tutte le torri scozzesi medievali, misura 19 metri per 13,5 e 22 di altezza. Fu iniziata dal vescovo David Stewart (1462–1476) e completata dal vescovo William Tulloch (1477–1482). Ha 6 piani fuori terra e aveva un sottotetto in cima. Nel sottosuolo si trova un seminterrato a volta a circa 1,5 m al di sotto del livello del cortile; contiene un sotterraneo circolare, di 5,3 m di diametro, illuminato solo da una stretta ansa che guarda ad ovest e ha un tetto a volta leggermente a cupola. Il piano terra conteneva la sala che misura 12,8 metri per 6,7ed era illuminata da grandi finestre con sedili in pietra incorporati. All'angolo nord-est c'era una scala a chiocciola che conduceva ai piani superiori. Ciascuno di questi piani era simile nel design con un'unica grande stanza e disimpegni più piccoli che conducevano ad essa. La torre era semplice e praticamente priva di caratteristiche architettoniche; le pareti esterne e interne erano intonacate.

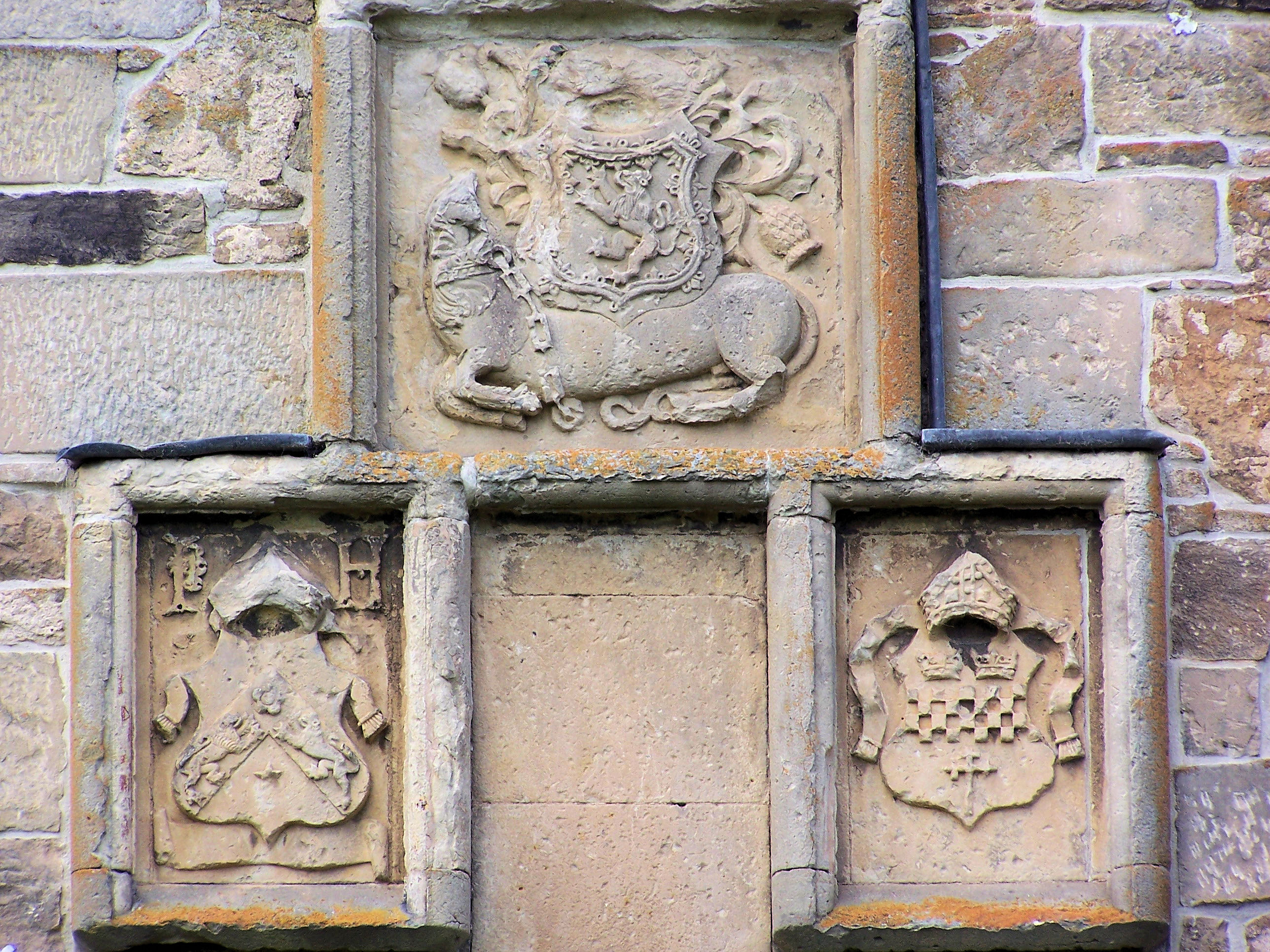
Di seguito gli scudi araldici dei vescovi David Stewart e Patrick Hepburn

Stewart fu artefice della conversione della vecchia sala occidentale in cucine ad uso della torre. Si diceva che la costruzione della torre fosse stata una reazione alle intimidazioni del conte di Huntly che Stewart aveva scomunicato per non aver pagato le tasse. Durante la metà del XVI secolo fu creato un giardino recintato a sud del recinto del castello, principalmente per ospitare un frutteto. Nel 1556 venne redatto un atto nel quale si diceva che sarebbe stato un luogo piacevole per rilassarsi. La costruzione fu ulteriormente integrata quando, nel 1569, furono aggiunti una tana per conigli e un altro ambiente. Il vescovo Patrick Hepburn (1538-1573), l'ultimo vescovo cattolico a Spynie, installò passanti per pistole a bocca larga per aumentare le difese del castello e allargare alcune finestre e continuò a vivere a Spynie per un certo periodo dopo la Riforma.
Ruxby, un agente provocatore di Elisabetta I d'Inghilterra, che aveva cercato di condurre Maria, regina di Scozia, in un complotto con i cattolici inglesi, fu imprigionato nel castello di Spynie nel 1566 per diciotto mesi durante il mandato del vescovo Patrick Hepburn. Hepburn era stato colto in fallo dal Consiglio Privato per aver ospitato il suo parente Bothwell nel 1567 che era fuggito da Spynie alle Orcadi e infine in Danimarca.
Come parte della pacificazione, a seguito dell'abdicazione della regina Maria, il reggente Morton, in una riunione del Consiglio della Corona a Perth, il 23 febbraio 1573, ordinò che il castello fosse messo a disposizione della Corona, se necessario:
the hous of Spyne salbe randerit and deliverit to oure Soverane Lord and his Regent foirsaid quhen it salbe requirite on XV dayis warning, without prejudice of ony partiis rycht.
Il 29 luglio 1587, il re Giacomo VI diede il castello e la tenuta ad Alexander Lindsay, I Lord Spynie e rimasero nelle sue mani fino a quando non li riconsegnò alla Corona nel dicembre 1605. Durante questo periodo, nel 1595, Spynie fu uno dei castelli che aveva installato fortificazioni aggiuntive come protezione contro una minaccia percepita dagli spagnoli.

### XVII secolo
Nel 1606, re Giacomo restituì al vescovado di Moray le dotazioni rimaste. Il vescovo John Guthrie, che era un noto monarchico, cessò di essere vescovo nel 1638 quando tutti i vescovi furono deposti dall'assemblea generale, anche se lui e la sua famiglia continuarono comunque a vivere a Spynie. Guthrie si rifiutò di sottoscrivere il Patto e preparò il castello per un assedio che arrivò debitamente nel 1640 con i Covenanti guidati da Sir Robert Monro con i suoi 800 uomini.

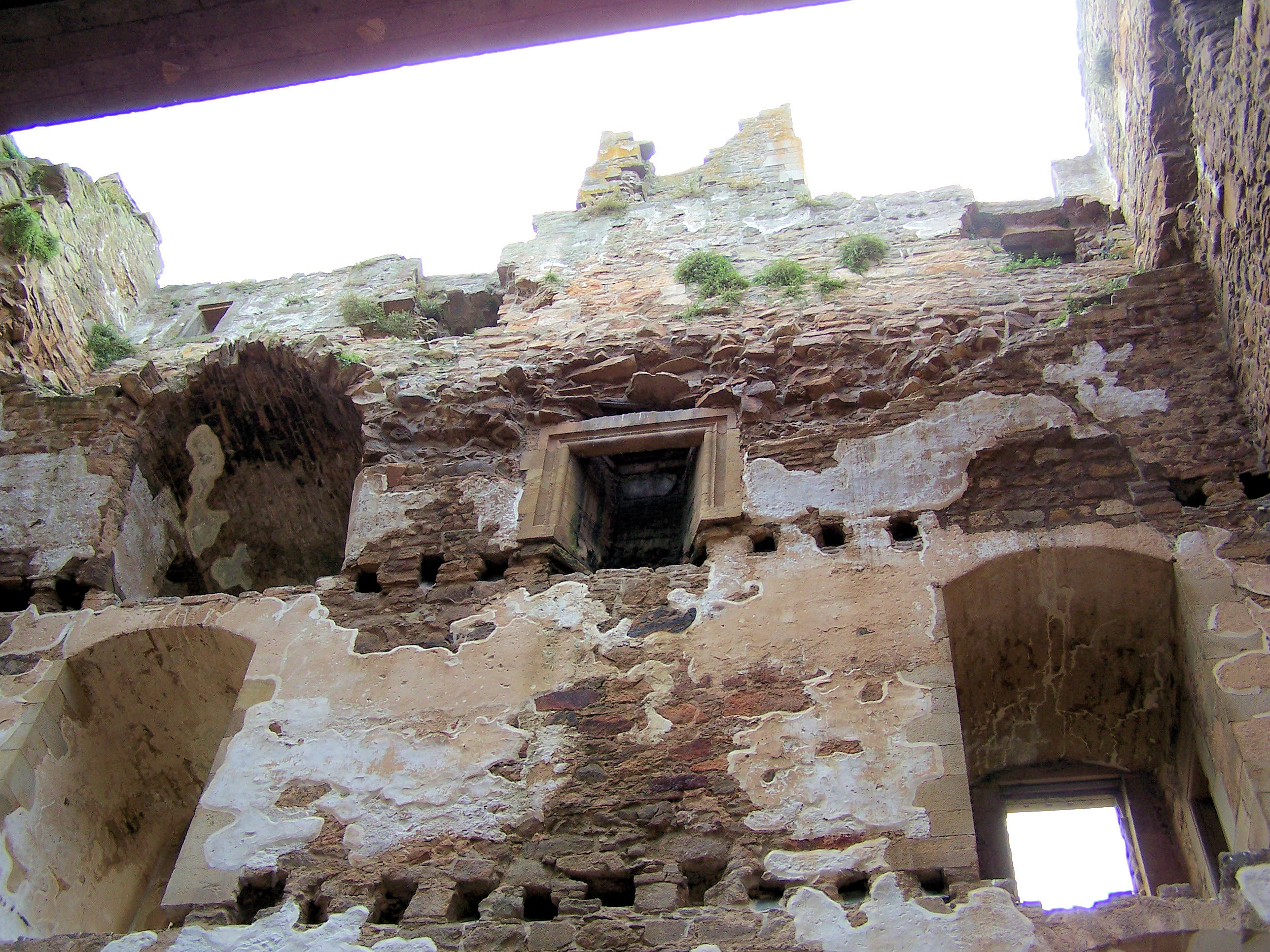
Interno della Torre di David che mostra fori di tronchi per pavimenti e pareti intonacate

Guthrie si arrese immediatamente il 16 luglio e il castello fu disarmato, tuttavia gli fu permesso, insieme alla moglie e ai servi, di rimanere all'interno. Sebbene agli arresti domiciliari, Guthrie fu costretto a pagare per il mantenimento della guarnigione di ventiquattro uomini. Nel settembre 1640, Guthrie fu imprigionato ad Aberdeen con accuse piuttosto dubbie. Il castello fu poi concesso al Conte di Moray dal re Carlo I. Elgin e le aree circostanti erano fermamente anti-realiste e dopo la sua vittoria contro i Covenanti ad Auldearn il 9 maggio 1645, James Graham, marchese di Montrose rivolse la sua attenzione verso Elgin. Il Laird di Innes e Grant di Ballindalloch e alcuni borghesi di Elgin prepararono il castello per sostenere un assedio. Montrose occupò Elgin e bruciò le case dei principali sostenitori dei Covenanti nella città e gli edifici della fattoria appartenenti a Spynie, ma non tentò di prendere il castello. Spynie era diventato il centro dei Covenanti nell'area e questo fatto non era passato inosservato ai realisti. Il marchese di Huntly assediò il castello alla fine del 1645 lasciando il comando a Lord Lewis Gordon, ma le difese del castello resistettero fino a quando non fu sostituito da John Middleton, il futuro conte di Middleton.
Dopo la restaurazione dell'Episcopato alla Chiesa di Scozia, nel 1662, la proprietà del castello passò alla chiesa, ma stava iniziando a decadere. Il Parlamento concesse al vescovo Murdo MacKenzie £ 1000 per le riparazioni e queste sostennero l'edificio fino al 1689 quando l'ultimo occupante, il vescovo William Hay fu espulso dopo aver rifiutato di prestare giuramento di fedeltà al re Guglielmo III e alla regina Mary. Il palazzo passò nelle mani della Corona e le belle opere in ferro e le sculture in legno furono rimosse. La popolazione locale saccheggiò le mura per lavori di muratura fino all'inizio del XIX secolo, quando passò di proprietà di James Dunbar-Brander di Pitgaveny. Fu affittato al Dipartimento dei Lavori nel 1974. La torre a quel tempo aveva un pronunciato rigonfiamento nel muro est; la struttura era minata dai tentativi dei Covenanti di farla saltare in aria.
Alla fine degli anni 1970 furono intrapresi importanti lavori per stabilizzare la struttura utilizzando una grande impalcatura. Alla fine è stata ripristinata una cortina muraria mascherando un grande plinto in cemento che impedisce il crollo della torre. Il palazzo è stato finalmente aperto da Historic Scotland nel 1994.